# Kurt Elmgren
Kurt-Benny Christer Elmgren (ur. 31 sierpnia 1943 w Hovmantorp) – szwedzki zapaśnik walczący w stylu wolnym. Olimpijczyk z Monachium 1972, gdzie zajął siódme miejsce w kategorii 82 kg.
Piąty na mistrzostwach Europy w 1966. Mistrz nordycki w 1975 i 1976 roku.